# Платинотипія
Платиновий фотодрук, платинотипія, платинотайп (англ. Platinum print або platinotype) — позитивний фотографічний процес, заснований на світлочутливості солей заліза й платини до ультрафіолетового випромінювання. Платінотипія дозволяє здійснювати фотодрук за допомогою солей платини й солей заліза, які дають монохромне зображення, що складається з платини. З усіх фотопроцесів із хімічним проявом платиновий дає найбільший тональний діапазон.
На відміну від срібного фотодруку, що використовує желатин, платиновий не потребує сполучного колоїдного шару, і метал утримується безпосередньо на папері. Тому платинотипні відбитки мають абсолютно матову поверхню. Завдяки хімічній інертності платини, відбитки з її використанням вважаються найбільш довговічними, поступаючись тільки гуміарабіковому друку. У більшості випадків їх стабільність обмежена лише міцністю використаного паперу

## Історія
Першим світлочутливість сполук платини в 1804 році виявив німецький хімік Адольф Гелен (нім. Adolph Ferdinand Gehlen). У 1826 році Йогану Доберейнеру (нім. Johann Wolfgang Dobereiner) вдалося відновити під дією світла металеву платину з її хлориду. Одночасно вчений зробив висновок, що оксалат заліза істотно підвищує світлочутливість хлористої платини. Поєднання цих речовин і стало основою сучасної платинотипіі.
Перший опис технології, датований 1844 роком, став результатом спільних досліджень Джона Гершеля і Роберта Ханта. Однак, відбитки, зроблені за розробленим двома вченими процесу, вицвіли за кілька місяців через відсутність способу фіксування. Поширення стійких до світла знімків, виготовлених способами дагеротипії і калотипії, відсунуло актуальність досліджень платинового процесу на задній план. Крім того, нітрати срібла виявилися значно більш світлочутливі, ніж сполуки платини. Поштовхом до розробки способів платинового друку стала низька світлостійкість альбумінових відбитків. У 1859 році англійцю Бернет вдалося в якості фіксажу застосувати хлороплатинат натрію.
Остаточно процес удосконалив Вільям Вілліс, який отримав в 1873 році британський патент № 2011. Відбитки виготовлялися методом «гарячої ванни», при якому експонований шар суміші оксалату заліза й хлороплатинату калію, нанесений на папір, проявлявся в теплому розчині оксалату калію. У такому вигляді платинотипний процес використовується до сьогоднішнього дня. П'ять років потому Вілліс отримав новий патент, спростивши процес, в якому відпала необхідність використання дітіонату натрію в якості фіксажу. Перший платиновий фотопапір, вироблений «Компанією платинового друку» (англ. Platinotype Company), заснованою Віллісом в 1879 році, був представлений на ринку в 1881 році. У 1888 році він знову удосконалив процес, замінивши «гарячий» прояв «холодним». Роком раніше патент на технологію промислового виробництва платинового фотопаперу отримав австрієць Джузеппе Піццігеллі. У деяких країнах цей тип паперу з «гарячим» проявом називався його іменем.